# Pedro Cotillo Zegarra
Pedro Atilio Cotillo Zegarra (Lima, 1943-Lima, 22 de mayo de 2022) fue un farmacéutico peruano y catedrático de la Facultad de Farmacia y Bioquímica de la Universidad Nacional Mayor de San Marcos. Fue decano de dicha facultad y fue elegido para el cargo de rector de la Decana de América, para el periodo 2011-2015.

## Biografía
Estudió en la Facultad de Farmacia y Bioquímica de la Universidad Nacional Mayor de San Marcos obteniendo el título de Químico Farmacéutico en 1966 y el grado de Doctor en 1988.[cita requerida]
Ejerció la docencia como profesor principal a dedicación exclusiva en su facultad de origen hasta 1991, año en que asumió el decanato para el periodo 1991 - 1994. Fue reelecto para dos periodos más (1994-1997 y 2007-2010). En 1995, cuando era vicerrector académico de la UNMSM, fue destituido por la comisión interventora y separado de la universidad. Se reincorporó en 2001. Durante esos años fue docente de Farmacología y asociado al Departamento de Farmacología, Toxicología y Bromatología de su facultad.[cita requerida]
El 30 de mayo de 2011 fue elegido como rector por la Asamblea Universitaria.

## Actividades académicas y administrativas
- Profesor principal de la Facultad de Farmacia y Bioquímica de la UNMSM (1968 - 2021).
- Decano de la Facultad de Farmacia y Bioquímica (1991-1994, 1994-1997 y 2007-2010).
- Vicerrector Académico de la UNMSM (1995)
- Jefe de la Oficina Central de Admisión (1993, 1997, 2010-2011)
- Rector de la UNMSM (2011 - 2015)

## Publicaciones
- El Farmacéutico y la Terapia
- Farmacología - Mecanismos de Acción
- Métodos farmacológicos en la Investigación de Productos Naturales
- Bases farmacológicas de la atención farmacéutica